# Kasteel Broeck

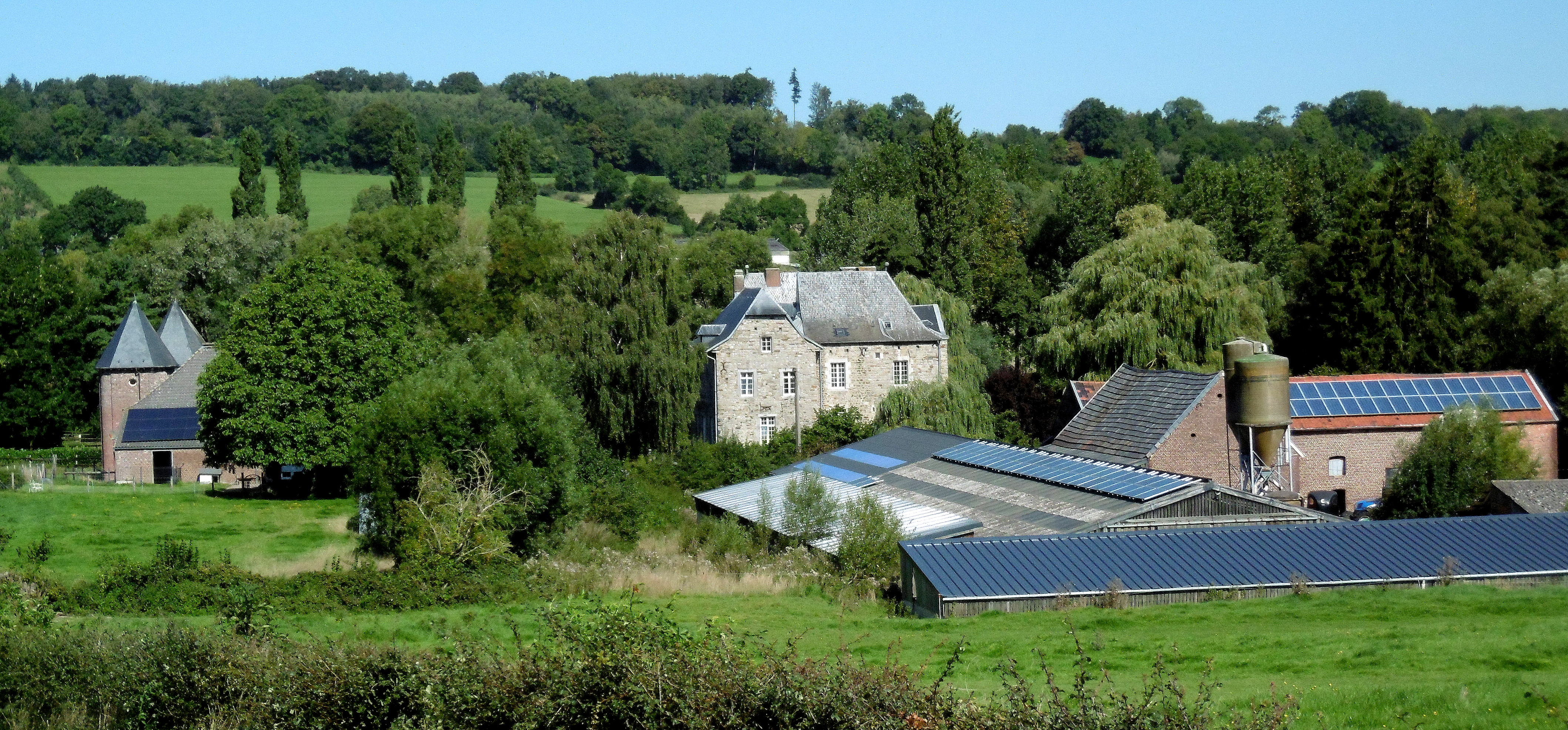
Kasteel Broeck

Kasteel Broeck (Château de Broich) is een kasteel in de tot de Belgische gemeente Plombières behorende plaats Montzen, gelegen aan de Rue du Château de Broich.

## Geschiedenis
Het kasteel was een bezitting van de proost van het Onze-Lieve-Vrouwekapittel te Aken. Vanaf de 16e tot het einde van de 17e eeuw was het in bezit van de familie Van der Heyden alias Belderbusch. In 1699 kwam het door verkoop aan de familie de Harcking, door huwelijk (1735) aan de Hertwick, vervolgens de Broich en dan de Lendonck. In 1913 wordt het landgoed, dan 109 ha en zes boerderijen omvattend, verdeeld. Het kasteel, met drie boerderijen en een landgoed van 54 ha, werd in 1935 verkocht aan de Nederlandse industrieel Jan Canisius. Uiteindelijk kwam het aan baron Karl von Broich.

## Gebouw
Het kasteel ligt in het dal van de Broekerbach, een zijriviertje van de Geul. Het is een groot complex dat geheel omgracht was, en waarvan een deel der grachten nog aanwezig is, en bestaat uit vier op ingewikkelde wijze aan elkaar gebouwde vleugels. Het huidige gebouw is voornamelijk 17e-eeuws, maar vooral de zuidoostvleugel kan oudere delen bevatten. Het kasteel wordt betreden door een stenen brug, die een vroegere ophaalbrug vervangt.
Het interieur van het kasteel heeft geleden van de bezetting door militairen tijdens de Tweede Wereldoorlog. Een van de bijzonderheden is een 18e-eeuws doek waarop jachtscènes zijn afgebeeld.
Bij het kasteel hoort ook een kasteelboerderij, welke 17e- en 18e-eeuwse bouwdelen omvat.